# Philip Sheridan
Philip Henry Sheridan (6. března 1831 – 5. srpna 1888) byl důstojník armády Spojených států a generál na straně Unie v americké občanské válce. Rychle postoupil na generálmajora a měl blízké vztahy s vrchním velitelem generálem Ulyssesem S. Grantem. Ten Sheridana, velitele pěchotní divize na západním bojišti, převedl na východ, kde mu svěřil jízdní sbor Potomacké armády. V roce 1864 Sheridan porazil síly Konfederace pod vedením generála Jubala Earlyho v údolí Shenandoah. Sheridan pak zničil ekonomickou infrastrukturu údolí v akci zvané obyvateli The Burning (Vypálení); bylo to jedno z prvních použití taktiky spálené země v občanské válce v USA. V roce 1865 Sheridanova kavalerie pronásledovala síly generála Roberta E. Leeho a přispěla k jeho kapitulaci u Appomattoxu .
Sheridan bojoval v pozdějších letech v indiánských válkách na Velkých planinách. Jako voják i jako soukromý občan se zasloužil o rozvoj a ochranu Yellowstonského národního parku. V roce 1883 byl Sheridan jmenován vrchním velitelem americké armády a v roce 1888 za vlády prezidenta Grovera Clevelanda povýšen do hodnosti armádního generála.